# Cèsar Constantí Francesc d'Hoensbroeck
Cèsar Constantí Francesc d'Hoensbroeck   (Castell d'Oost, 28 d'agost de 1724 - Lieja, 3 de juny de 1792) va ser un príncep-bisbe del principat de Lieja del 15 d'agost de 1784 fins a la seva mort el 1792.

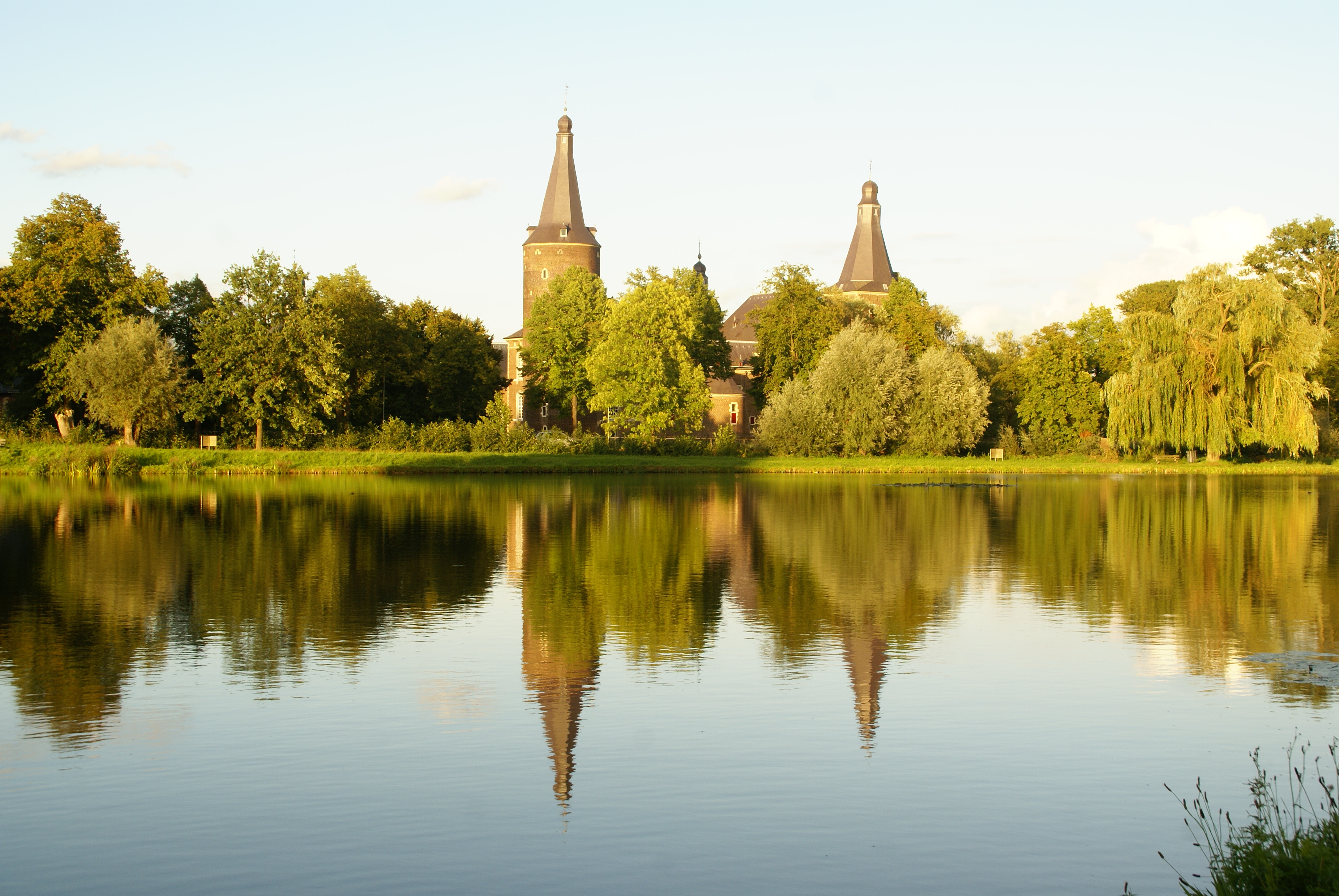
Castell d'Hoensbroek

Era el fill del comte Ulric Antoni d'Hoensbroeck i de la comtessa Anna de Nesselrode d'Elneshoven. La família d'Hoensboeck és originària del poble d'Hoensbroek, actualment a Heerlen a la província de Limburg (Països Baixos).

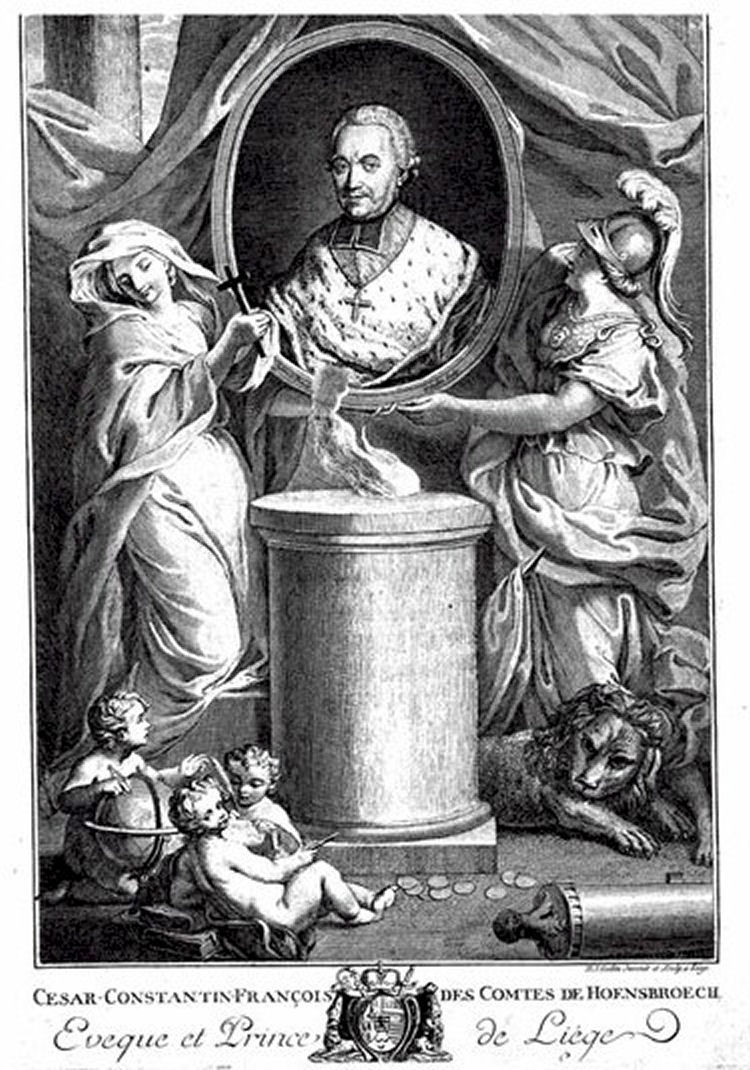
Cèsar Constantí Francesc d'Hoensbroeck.

Va estudiar a Heidelberg i va esdevenir canonge al capítol d'Aquisgrà abans d'esdevenir príncep-bisbe de Lieja el 1792.

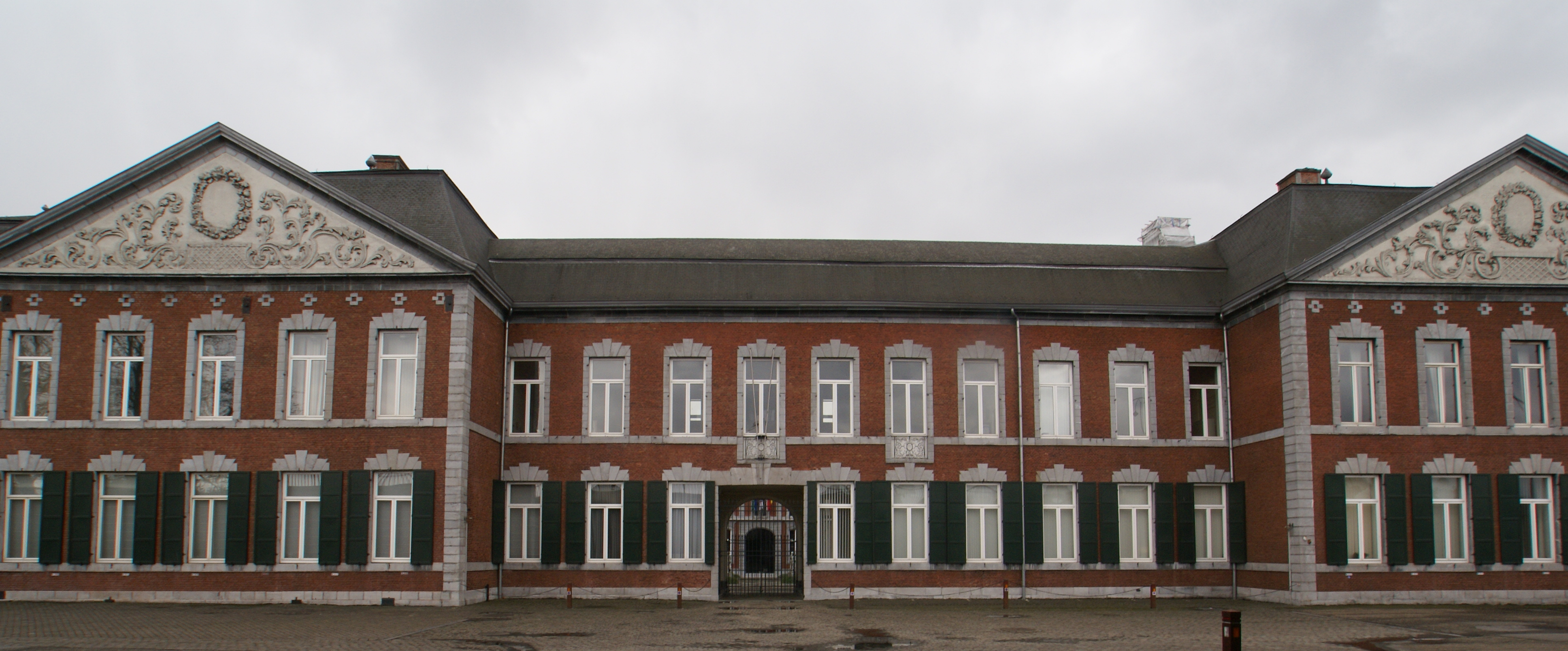
Castell bisbal de Seraing.

Durant el seu regne, va assajar de desfer la modernització del seu predecessor Francesc Carles de Velbrück i de restaurar tots els privilegis del clergat i de la noblesa. No tenia cap sensibilitat ni per a les aspiracions i les queixes del tercer estament, sol a pagar impostos i ni, o encara menys, per als problemes de la misèria negra de la població. La seva popularitat va baixar fins que la població va llevar-lo el 1790 de la seva residència estival a Seraing fins al palau de Lieja i va exigir reformes que mai no van realitzar-se. El 13 de setembre de 1790 va fugir a Alemanya. Només el 13 de febrer de 1791 va tornar a Lieja i restaurar el seu poder. El seu nebot, que no era gaire més sensible pel canvi de l'esperit del temps, Francesc de Méan, va succeir-li a la seva mort el 1792.

## Enllaços i referències
1. ↑  D. Droixhe, "Une histoire des Lumières au pays de Liège", Les éditions de l'Université de Liège, 2007, pàgina 12

- Llista dels bisbes de Tongeren, Maastricht i Lieja